# League Cup 1995/96
Der League Cup 1995/96 war die 36. Austragung des seit 1960 existierenden englischen League Cup.
Der Wettbewerb startete am 14. August 1995 mit der Ersten Runde und endete am 24. März 1996 mit dem Finale in Wembley. Der Titel ging an Aston Villa durch ein 3:0 im Finale über Leeds United. Der Verein aus Birmingham gewann damit nach 1961, 1975, 1977 und 1994 zum fünften Mal den englischen Ligapokal. Dies war zuvor lediglich dem FC Liverpool gelungen. Leeds United zog zum ersten Mal seit dem Titelgewinn 1968 in das Finale ein.

## Erste Runde
|                      | Gesamt          |                        | Hinspiel | Rückspiel |
| -------------------- | --------------- | ---------------------- | -------- | --------- |
| FC Barnet            | 0:2             | Charlton Athletic      | 0:0      | 0:2       |
| Birmingham City      | 3:1             | Plymouth Argyle        | 1:0      | 2:1       |
| Bradford City        | 5:3             | FC Blackpool           | 2:1      | 3:2       |
| Cambridge United     | 2:3             | Swindon Town           | 2:1      | 0:2       |
| Chester City         | 7:1             | Wigan Athletic         | 4:1      | 3:1       |
| FC Chesterfield      | 1:3             | FC Bury                | 0:1      | 1:2       |
| Colchester United    | 3:3 (3:5 i. E.) | Bristol City           | 2:1      | 1:2 n. V. |
| Crewe Alexandra      | 5:1             | FC Darlington          | 4:0      | 1:1       |
| Doncaster Rovers     | (a)1:1(a)       | Shrewsbury Town        | 1:1      | 0:0 n. V. |
| FC Fulham            | 5:0             | Brighton & Hove Albion | 3:0      | 2:0       |
| FC Gillingham        | 3:5             | Bristol Rovers         | 1:1      | 2:4       |
| Hereford United      | 2:5             | Oxford United          | 0:2      | 2:3       |
| Huddersfield Town    | 4:3             | FC Port Vale           | 1:2      | 3:1       |
| Hull City            | 5:3             | Carlisle United        | 1:2      | 4:2       |
| Luton Town           | 2:3             | AFC Bournemouth        | 1:1      | 1:2 n. V. |
| Mansfield Town       | 1:4             | FC Burnley             | 0:1      | 1:3       |
| Notts County         | 4:0             | Lincoln City F.C.      | 2:0      | 2:0       |
| FC Portsmouth        | 0:3             | Cardiff City           | 0:2      | 0:1       |
| Preston North End    | 3:4             | FC Sunderland          | 1:1      | 2:3       |
| AFC Rochdale         | 3:6             | York City              | 2:1      | 1:5 n. V. |
| FC Scarborough       | 1:1 (6:7 i. E.) | Hartlepool United      | 1:0      | 0:1 n. V. |
| Scunthorpe United    | 4:6             | Rotherham United       | 4:1      | 0:5 n. V. |
| Stockport County     | 3:2             | FC Wrexham             | 1:0      | 2:2       |
| Swansea City         | (a)4:4(a)       | Peterborough United    | 4:1      | 0:3 n. V. |
| Torquay United       | (a)1:1(a)       | Exeter City            | 0:0      | 1:1 n. V. |
| FC Walsall           | 4:5             | FC Brentford           | 2:2      | 2:3       |
| West Bromwich Albion | 5:3             | Northampton Town       | 1:1      | 4:2       |
| Wycombe Wanderers    | 3:2             | Leyton Orient          | 3:0      | 0:2       |

## Zweite Runde
|                         | Gesamt          |                      | Hinspiel | Rückspiel |
| ----------------------- | --------------- | -------------------- | -------- | --------- |
| Aston Villa             | 7:1             | Peterborough United  | 6:0      | 1:1       |
| Birmingham City         | 4:2             | Grimsby Town         | 3:1      | 1:1       |
| Bolton Wanderers        | 4:2             | FC Brentford         | 1:0      | 3:2       |
| Bradford City           | 5:2             | Nottingham Forest    | 3:2      | 2:2       |
| Bristol City            | 1:8             | Newcastle United     | 0:5      | 1:3       |
| Bristol Rovers          | 0:4             | West Ham United      | 0:1      | 0:3       |
| Cardiff City            | 1:5             | FC Southampton       | 0:3      | 1:2       |
| Coventry City           | 3:0             | Hull City            | 2:0      | 1:0       |
| Crewe Alexandra         | 4:7             | Sheffield Wednesday  | 2:2      | 2:5       |
| Hartlepool United       | 0:8             | FC Arsenal           | 0:3      | 0:5       |
| Huddersfield Town       | 2:4             | FC Barnsley          | 2:0      | 0:4       |
| Leeds United            | 3:2             | Notts County         | 0:0      | 3:2       |
| Leicester City          | 4:0             | FC Burnley           | 2:0      | 2:0       |
| FC Liverpool            | 3:0             | FC Sunderland        | 2:0      | 1:0       |
| Manchester United       | 3:4             | York City            | 0:3      | 3:1       |
| FC Middlesbrough        | 3:1             | Rotherham United     | 2:1      | 1:0       |
| FC Millwall             | 4:2             | FC Everton           | 0:0      | 4:2 n. V. |
| Norwich City            | 9:3=            | Torquay United       | 6:1      | 3:2       |
| Oxford United           | 2:3             | Queens Park Rangers  | 1:1      | 1:2 n. V. |
| FC Reading              | 5:3             | West Bromwich Albion | 1:1      | 4:2       |
| Sheffield United        | 4:5             | FC Bury              | 2:1      | 2:4       |
| Shrewsbury Town         | 2:4             | Derby County         | 1:3      | 1:1       |
| Southend United         | 2:4             | Crystal Palace       | 2:2      | 0:2       |
| Stockport County        | 3:2             | Ipswich Town         | 1:1      | 2:1 n. V. |
| Stoke City              | 1:0             | FC Chelsea           | 0:0      | 1:0       |
| Swindon Town            | 2:5             | Blackburn Rovers     | 2:3      | 0:2       |
| Tottenham Hotspur       | 7:1             | Chester City         | 4:0      | 3:1       |
| Tranmere Rovers         | 4:1             | Oldham Athletic      | 1:0      | 3:1       |
| FC Watford              | 2:2 (6:5 i. E.) | AFC Bournemouth      | 1:1      | 1:1 n. V. |
| FC Wimbledon            | 7:8             | Charlton Athletic    | 4:5      | 3:3 n. V. |
| Wolverhampton Wanderers | 7:1             | FC Fulham            | 2:0      | 5:1       |
| Wycombe Wanderers       | 0:4             | Manchester City      | 0:0      | 0:4       |

## Dritte Runde
|                         | Ergebnis |                     |
| ----------------------- | -------- | ------------------- |
| Aston Villa             | 2:0      | Stockport County    |
| FC Barnsley             | 0:3      | FC Arsenal          |
| Birmingham City         | 1:1      | Tranmere Rovers     |
| Bolton Wanderers        | 0:0      | Leicester City      |
| Coventry City           | 3:2      | Tottenham Hotspur   |
| Crystal Palace          | 2:2      | FC Middlesbrough    |
| Derby County            | 0:1      | Leeds United        |
| FC Liverpool            | 4:0      | Manchester City     |
| FC Millwall             | 0:2      | Sheffield Wednesday |
| Norwich City            | 0:0      | Bradford City       |
| Queens Park Rangers     | 3:1      | York City           |
| FC Reading              | 2:1      | FC Bury             |
| FC Southampton          | 2:1      | West Ham United     |
| Stoke City              | 0:4      | Newcastle United    |
| FC Watford              | 1:2      | Blackburn Rovers    |
| Wolverhampton Wanderers | 0:0      | Charlton Athletic   |

### Wiederholungsspiele
|                   | Ergebnis  |                         |
| ----------------- | --------- | ----------------------- |
| Tranmere Rovers   | 1:3 n. V. | Birmingham City         |
| Leicester City    | 2:3       | Bolton Wanderers        |
| FC Middlesbrough  | 2:0       | Crystal Palace          |
| Bradford City     | 3:5 n. V. | Norwich City            |
| Charlton Athletic | 1:2 n. V. | Wolverhampton Wanderers |

## Vierte Runde
|                         | Ergebnis |                     |
| ----------------------- | -------- | ------------------- |
| FC Arsenal              | 2:1      | Sheffield Wednesday |
| Aston Villa             | 1:0      | Queens Park Rangers |
| Leeds United            | 2:1      | Blackburn Rovers    |
| FC Liverpool            | 0:1      | Newcastle United    |
| FC Middlesbrough        | 0:0      | Birmingham City     |
| Norwich City            | 0:0      | Bolton Wanderers    |
| FC Reading              | 2:1      | FC Southampton      |
| Wolverhampton Wanderers | 2:1      | Coventry City       |

### Wiederholungsspiele
|                  | Ergebnis              |                  |
| ---------------- | --------------------- | ---------------- |
| Birmingham City  | 2:0                   | FC Middlesbrough |
| Bolton Wanderers | 0:0 n. V. (2:3 i. E.) | Norwich City     |

## Fünfte Runde
|              | Ergebnis |                         |
| ------------ | -------- | ----------------------- |
| FC Arsenal   | 2:0      | Newcastle United        |
| Aston Villa  | 1:0      | Wolverhampton Wanderers |
| Leeds United | 2:1      | FC Reading              |
| Norwich City | 1:1      | Birmingham City         |

### Wiederholungsspiele
|                 | Ergebnis |              |
| --------------- | -------- | ------------ |
| Birmingham City | 2:1      | Norwich City |

## Halbfinale
|                 | Gesamt    |              | Hinspiel | Rückspiel |
| --------------- | --------- | ------------ | -------- | --------- |
| FC Arsenal      | (a)2:2(a) | Aston Villa  | 2:2      | 0:0 n. V. |
| Birmingham City | 1:5       | Leeds United | 1:2      | 0:3       |

## Finale
| Aston Villa                       | Aston Villa | Leeds United | Leeds United |
| --------------------------------- | --- | --- | ------------ |
| Aston Villa                       | \| 24. März 1996 in London (Wembley) \| \| Ergebnis: 3:0 (1:0) \| \| Zuschauer: 77.065 \| \| Schiedsrichter: Robbie Hart \|                                                            | \| 24. März 1996 in London (Wembley) \| \| Ergebnis: 3:0 (1:0) \| \| Zuschauer: 77.065 \| \| Schiedsrichter: Robbie Hart \| | Leeds United |
| Aston Villa                       | Mark Bosnich – Gary Charles, Alan Wright, Gareth Southgate, Paul McGrath, Ugo Ehiogu – Ian Taylor, Mark Draper, Andy Townsend – Savo Milošević, Dwight Yorke Cheftrainer: Brian Little | John Lukic – Gary Kelly, Lucas Radebe (46. Brian Deane), David Wetherall, John Pemberton – Carlton Palmer, Mark Ford (46. Tomas Brolin), Gary McAllister, Gary Speed – Andy Gray, Anthony Yeboah Cheftrainer: Howard Wilkinson | Leeds United |
| Aston Villa                       | 1:0 Savo Milošević (20.) 2:0 Ian Taylor (55.) 3:0 Dwight Yorke (88.) | | Leeds United |
| Aston Villa                       | Spieler des Spiels: Andy Townsend | | Leeds United |
| 24. März 1996 in London (Wembley) | | |              |
| Ergebnis: 3:0 (1:0)               | | |              |
| Zuschauer: 77.065                 | | |              |
| Schiedsrichter: Robbie Hart       | | |              |